# Colin Radmore
Colin Radmore es un deportista británico que compitió en piragüismo en la modalidad de eslalon. Ganó una medalla de bronce en el Campeonato Mundial de Piragüismo en Eslalon de 2009 y dos medallas en el Campeonato Europeo de Piragüismo en Eslalon, plata en 2009 y bronce en 2010.

## Palmarés internacional
| Campeonato Mundial | Campeonato Mundial       | Campeonato Mundial | Campeonato Mundial |
| Año                | Lugar                    | Medalla            | Competición        |
| ------------------ | ------------------------ | ------------------ | ------------------ |
| 2009               | Seo de Urgel (España)    | Medalla de bronce  | C2 por equipos     |
| Campeonato Europeo |                          |                    |                    |
| Año                | Lugar                    | Medalla            | Competición        |
| 2009               | Nottingham (Reino Unido) | Medalla de plata   | C2 por equipos     |
| 2010               | Bratislava (Eslovaquia)  | Medalla de bronce  | C2 por equipos     |